# Петерсон, Андрей Павлович
Андрей Павлович Петерсон (латыш. Andrejs Pētersons; 22 августа 1933, Цесис, Латвия — 11 декабря 1973, Рига, Латвия) — советский и латвийский шахматист, мастер спорта СССР с 1961.

## Карьера шахматиста
Успешно выступал в ряде первенств Латвийской ССР: 1956 — 5-е; 1957 — 2-3-е; 1958 — 4-е; 1959 — 5-е, 1960 — 2-е, 1967 — 2-е, 1968 — 4-е, 1969 — 3-е, 1972 — 7-е места.
На турнире в Пярну (1960) — 4-5-е место. В чемпионате ДСО «Даугава»: 1962 — 2-е, 1971 — 4-е, 1972 — 1-е места. Участник XXXII-го первенства СССР (1964/1965) — 15-17-е места, попал в финал после победы в полуфинале в Минске.